# Teatro Cortés
El Teatro Cortés es un teatro situado en el municipio de Almoradí (Alicante). De estilo neoclásico e inaugurado en 1908, es el más antiguo referente cultural y uno de los símbolos patrimoniales de la localidad.

## Historia
El edificio fue ideado y construido a principios del siglo XX por iniciativa de Mariano Cortés Práxedes, rico hacendado nacido Aguas de Busot pero afincado en Almoradí, con la finalidad de aumentar las dotaciones culturales y sociales de la localidad. 
Encargó su construcción al arquitecto Enrique Sánchez Sedeño, autor de otras importantes construcciones en la provincia como el Mercado Central de Alicante o la Casa de las Brujas, mientras que la decoración le fue encomendada al pintor y escenógrafo alicantino Bernardo Carratalá Poveda, quien se inspiró en el diseño del Teatro Apolo de Madrid, derruido en 1929.
La construcción del teatro dio comienzo oficialmente el 20 de julio de 1907, mediante un acto de colocación de la primera piedra. Poco más de un año después, el día 10 de octubre de 1908, se realizó el acto de inauguración oficial, si bien el edificio debió terminarse con anterioridad, pues en mayo de ese mismo año ya se celebró un mitin en defensa de las aguas del río Segura. El importe total de la obra ascendió a 110.000 pesetas.
Además de su uso para teatro y zarzuela, el edificio se utilizaba también como cine, proyectándose películas mudas acompañadas de pianola dentro del edificio y también en la parcela anexa al edificio principal, que se utilizaba como cine de verano.
El edificio fue administrado desde la década de 1920 por el empresario Manuel Follana, quien programó importantes producciones teatrales y de zarzuela de la época, así como las primeras películas sonoras.
Abandono, rehabilitación y reapertura
En 1971, la falta de rentabilidad supuso la clausura del teatro. Desde entonces, el edificio permaneció en situación de abandono hasta que fue adquirido por el Ayuntamiento de Almoradí en 1987 por 12 millones de pesetas. El ayuntamiento comenzó inmediatamente las labores de rehabilitación del edificio, que concluyeron un año más tarde y que respetaron su primitiva estructura neoclásica y su decoración original. Finalmente, el 30 de noviembre de 1988, día festivo de la localidad, fue reinaugurado.
Desde entonces mantiene una programación estable que incluye espectáculos de teatro, danza, música, así como otros eventos y galas. Uno de los eventos más destacados que se celebran en el recinto es la "Muestra Nacional de Teatro", que reúne anualmente durante varios días consecutivos a los principales artistas y producciones de teatro a nivel nacional y que cuenta con 25 ediciones.

## Estructura
El Teatro Cortés dispone de un patio de butacas con capacidad para 220 personas. Además, cuenta con otras dos alturas, en las que se encuentran las plateas laterales y dos anfiteatros situados en la parte posterior. En total, el teatro cuenta con un aforo de 480 butacas.
El escenario mide 12 metros de largo, dejando una boca escénica de 8 metros, por 7,5 metros de profundidad. El alzado oscila entre los 8 metros en su parte más baja hasta los 11 metros en la más alta. Anexo al escenario se encuentran los camerinos, dos en cada lado, así como un almacén en la parte posterior.